# Södra Bredåker
Södra Bredåker är en småort (före 2018 tätort) i Bodens kommun, belägen i Överluleå socken på Luleälvens södra strand, 20 km nordväst om Boden.
En bro förbinder Södra Bredåker med Norra Bredåker.

## Befolkningsutveckling
| Befolkningsutvecklingen i Södra Bredåker 1960–2015               | Befolkningsutvecklingen i Södra Bredåker 1960–2015 | Befolkningsutvecklingen i Södra Bredåker 1960–2015 | Befolkningsutvecklingen i Södra Bredåker 1960–2015 | Befolkningsutvecklingen i Södra Bredåker 1960–2015 |
| ---------------------------------------------------------------- | -------------------------------------------------- | -------------------------------------------------- | -------------------------------------------------- | -------------------------------------------------- |
|                                                                  |                                                    |                                                    |                                                    |                                                    |
| År                                                               |                                                    |                                                    | Folkmängd                                          | Areal (ha)                                         |
| 1960                                                             | 1960                                               |                                                    | 159                                                | ¤                                                  |
| 1990                                                             | 1990                                               |                                                    | 204                                                | 51#                                                |
| 1995                                                             | 1995                                               |                                                    | 187                                                | 56#                                                |
| 2000                                                             | 2000                                               |                                                    | 182                                                | 57#                                                |
| 2005                                                             | 2005                                               |                                                    | 190                                                | 52#                                                |
| 2010                                                             | 2010                                               |                                                    | 199                                                | 52#                                                |
| 2015                                                             | 2015                                               |                                                    | 203                                                | 65                                                 |
| Anm.: ¤ Som tätortsbebyggelse med 150-199 invånare # Som småort. |                                                    |                                                    |                                                    |                                                    |

På grund av förändrat dataunderlag hos Statistiska centralbyrån så är småortsavgränsningarna 1990 och 1995 inte jämförbara. Befolkningen den 31 december 1990 var 205 invånare inom det område som småorten omfattade 1995.